# Port lotniczy Portsmouth
Port lotniczy Portsmouth (IATA: PSM, ICAO: KPSM) – port lotniczy położony w Portsouth, w stanie New Hampshire, w Stanach Zjednoczonych.